# Cascades Yarrbilgong
Les cascades Yarrabilgong, són unes cascades del riu Coomera que es troben dins del Parc Nacional de Lamington, a la regió South East de Queensland, Austràlia.
L'accés a les cascades es troba a la pista principal del la ruta Coomera Track, que uneix Binna Burra i O'Reilly's Guesthouse. L'aigua cau des d'una altura de 150 metres cap a la gorga del Coomera.